# Đổng Tiểu Uyển
Đổng Tiểu Uyển (tiếng Trung: 董小宛; bính âm: Dong Xiaowan; 1623 - 1651), tên là Bạch (白), biểu tự Tiểu Uyển, hiệu Thanh Liên nữ sử (青蓮女史), là một kỹ nữ tài hoa sống vào cuối đời nhà Minh, đầu đời nhà Thanh.
Nàng được mệnh danh Tần Hoài bát diễm hay còn gọi là Kim Lăng bát diễm (金陵八艷) thời Minh mạt, gồm có: Mã Tương Lan, Biện Ngọc Kinh, Lý Hương Quân, Liễu Như Thị, Đổng Tiểu Uyển, Cố Hoành Ba, Khấu Bạch Môn và Trần Viên Viên.

## Tiểu sử
Đổng Tiểu Uyển là người Tô Châu, xuất thân từ Đổng gia tú trang (董家绣庄), một nhà thêu thùa gấm Tô Châu có chút danh tiếng ở Tô Châu. Có một người phụ nữ Bạch thị, là con gái một lão tú tài, nhưng lão tú tài bình sinh thất bại, đành phải đem đầy bụng kinh luân truyền cho con gái, Bạch thị về sau gả vào nhà họ Đổng, sinh ra Đổng Tiểu Uyển.
Hai vợ chồng phu thê tình cảm nồng hậu, đặt tên con gái là Bạch, lấy tên của thi nhân thời Đương là Lý Bạch, còn đặt tiểu tự là Tiểu Uyển. Đổng Tiểu Uyển lớn lên chẳng những khuê môn nữ tú, đầu óc còn thập phần nhanh nhạy, cha mẹ coi như chí bảo, dốc lòng dạy nàng thi văn thi họa, kim chỉ nữ hồng, một lòng dạy dỗ ra một vị cô nương tài đức vẹn toàn. Về sau, cha nàng mất, mẹ nàng không muốn ở lại để nhìn vật nhớ người, bèn đem Tiểu Uyển đi ở ẩn, sinh sống đạm bạc, mở một cái tiệm bán đồ thêu nho nhỏ như vậy.
Năm Sùng Trinh thứ 9 (1636), tiệm thêu phá sản vì chưởng quản ăn hối lộ, gia cảnh nợ nần, mẹ nàng là Bạch thị ngã bệnh. Đổng Tiểu Uyển từ một cô gái cao ngạo đành phải làm mọi việc để cứu gia cảnh khó khăn, dần dần nàng đến bờ sông Tần Hoài ở Nam Kinh múa hát bán nghệ, cải danh Đổng Tiểu Uyển.
Đổng Tiểu Uyển  mạo tú lệ, khí chất siêu trần thoát tục khiến nàng ở Tần Hoài trở nên cực kỳ nổi tiếng. Vì sinh hoạt bức bách, nàng không thể không khuất ý bán rẻ tiếng cười, nhưng nàng sẵn tính cao quý, thập phần cao ngạo khiến nàng đắc tội nhiều khách hàng, song khí chất của nàng lại rất được các giới sĩ phu văn học tán dương. Nàng cô phương tự thưởng, quyết không chịu mặc cho khách nhân bài bố, kể từ đó ảnh hưởng tú bà làm ăn, tú bà tự nhiên đối với nàng châm chọc mỉa mai. Đổng Tiểu Uyển tức giận, giậm chân rời đi Nam Kinh, về tới Tô Châu. Nhưng trong nhà mẫu thân vẫn như cũ nằm ở trên giường bệnh, một ít chủ nợ nghe nói Đổng Tiểu Uyển trở về nhà, cũng sôi nổi tới cửa thúc giục nợ, Đổng Tiểu Uyển không thể ứng phó, đành phải làm lại nghề cũ, đơn giản đem chính mình bán được nửa đường kỹ viện, bán rẻ tiếng cười, bồi rượu, tiếp khách.
Năm Sùng Trinh thứ 11 (1638), Đổng Tiểu Uyển 16 tuổi, làm quen với Mạo Tích Cương (冒辟疆). Hai năm sau, Mạo Tích Cương có ý với Trần Viên Viên, bảo người này là dục tiên dục tử (欲仙欲死), không xa cách như Tiểu Uyển. Năm tiếp theo, Trần Viên Viên bị Lý Tự Thành bắt đi, Mạo Tích Cương chính thức nạp Đổng Tiểu Uyển, lúc này 19 tuổi, làm thiếp, gọi Tiểu Uyển là khước quản huyền, tẩy tận duyên hoa, tinh học nữ hồng (卻管弦，洗盡鉛華，精學女紅). Nàng và vợ cả của Tích Cương đã sống rất hòa hợp, yên bình suốt nửa đời còn lại bên chồng chung.
Trong các danh kĩ của Giang Nam cũng có nhiều người yêu mến người của Đông Lâm đảng, như Lý Hương Quân và Hầu Phương Vực, Liễu Như Thị và Tiền Khiêm Ích, Biện Ngọc Kinh và Ngô Vĩ Nghiệp, Cố Minh Sinh và Cung Đỉnh Tư.
Năm Thuận Trị thứ hai (1645), Dự thân vương Đa Đạc của nhà Thanh công phá Nam Kinh. Mạo Tích Cương đổ bệnh, Đổng Tiểu Uyển cũng ngã bệnh. Năm Thuận Trị thứ tám (1651), Đổng Tiểu Uyển qua đời tại Mạo phủ ở tuổi 28.

## Nhầm lẫn
Có nhiều người tin rằng Đổng Tiểu Uyển chính là Đổng Ngạc phi mà Thuận Trị vô cùng sủng ái, sau khi Đổng Tiểu Uyển chết Thuận Trị cũng không thiết làm vua nữa, bỏ đi tu, nhưng điều này là không có cơ sở. Đổng Tiểu Uyển mất năm 28 tuổi, khi đó Thuận Trị mới chỉ 14 tuổi. Tiểu Uyển và Tích Cương được người đời kính trọng vì khí tiết, thà chết chứ không đầu hàng quân Thanh.
Tiểu Uyển vốn ghét sinh hoạt xa xỉ chốn cung đình, hơn nữa người Mãn và người Hán không được phép thông hôn. Vì chưa từng bước chân vào cung, nên việc Đổng Tiểu Uyển được sủng ái là vô lý. Người mà Thuận Trị yêu dấu là Đổng Ngạc phi, con gái của võ thần Ngạc Thạc người Mãn Châu.